# Рудкевич, Лев Александрович
Лев Алекса́ндрович Рудке́вич (20 февраля 1946, Горький — 3 марта 2011, Санкт-Петербург) — общественный деятель , литератор , учёный. Биолог, психолог, доктор психологических наук, профессор РГПУ им. А.И. Герцена. Член-Корреспондент Международной Академии психологических наук. Активный участник Народно-трудового союза российских солидаристов . Область научных интересов: эволюционная психология и палеопсихология, теория филэмбриогенеза и психосоматология.

## Биография
В 1968 году окончил биолого-почвенный, а через три года — психологический факультет Ленинградского университета. Редактировал (совместно с Т. Горичевой и В. Кривулиным) первый в России «толстый» неофициальный культурно-политический и религиозно-философский журнал «37». В 1974 г. завершил работу над кандидатской диссертацией, посвященной творчеству во второй половине жизни.
За две недели до срока защиты диссертации Рудкевич был задержан при распространении самиздата. В 1977 году под давлением КГБ, он вынужден был покинуть пределы Советского Союза.
До 1991 года Рудкевич жил в Австрии и Германии, где занимался журналистской и литературной работой, был заместителем главного редактора журнала «Грани».
С 1991 года жил в Санкт-Петербурге и работал в РГПУ им. А.И. Герцена. Область научных интересов: палеопсихология и проблемы эволюционного развития психики человека. В 1994 году защитил кандидатскую диссертацию по психологии на тему «Возрастная динамика творческой продуктивности», по материалам которой были изданы две монографии. В 2001 году — докторскую диссертацию на тему «Основы возрастной и дифференциальной психосоматологии», по материалам которой были изданы две монографии.

## Книги
- Стюарт-Гамильтон Ян, Рудкевич Л. А. Психология старения. — СПб.: Изд-во Питер, 2010 ISBN 5498074913
- Рудкевич Л. А. Я знаю будущее моего ребёнка. Тайны наследственности. — ИГ «Весь», 2004 ISBN 5-9573-0032-2
- Бодалев А. А., Рудкевич Л. А. Как становятся великими или выдающимися? — Изд-во Институт психотерапии, 2003. ISBN 5-89939-089-1
- Рудкевич Л. А. Конституция и развитие ребёнка. — СП6: Изд-во БПА, 1998

## Статьи
- Кто он, современный учащийся? (взгляд психофизиолога на развитие образования)// Вестник практической психологии образования № 2/2008
- Рудкевич Л. А. Эпохальные изменения человека на современном этапе и педагогические инновации // Вестник практической психологии образования. № 4 (5), октябрь-декабрь 2005. — С. 28-38.
- Тенденции морфо-психологической эволюции человека на современном этапе //Ананьевские чтения: Тезисы научно-практической конференции «Ананьевские чтения — 2000» /Под ред. А. А. Крылова. — СПб.: Изд-во СПбГУ, 2000. стр.152-153.